# Галицькі німці

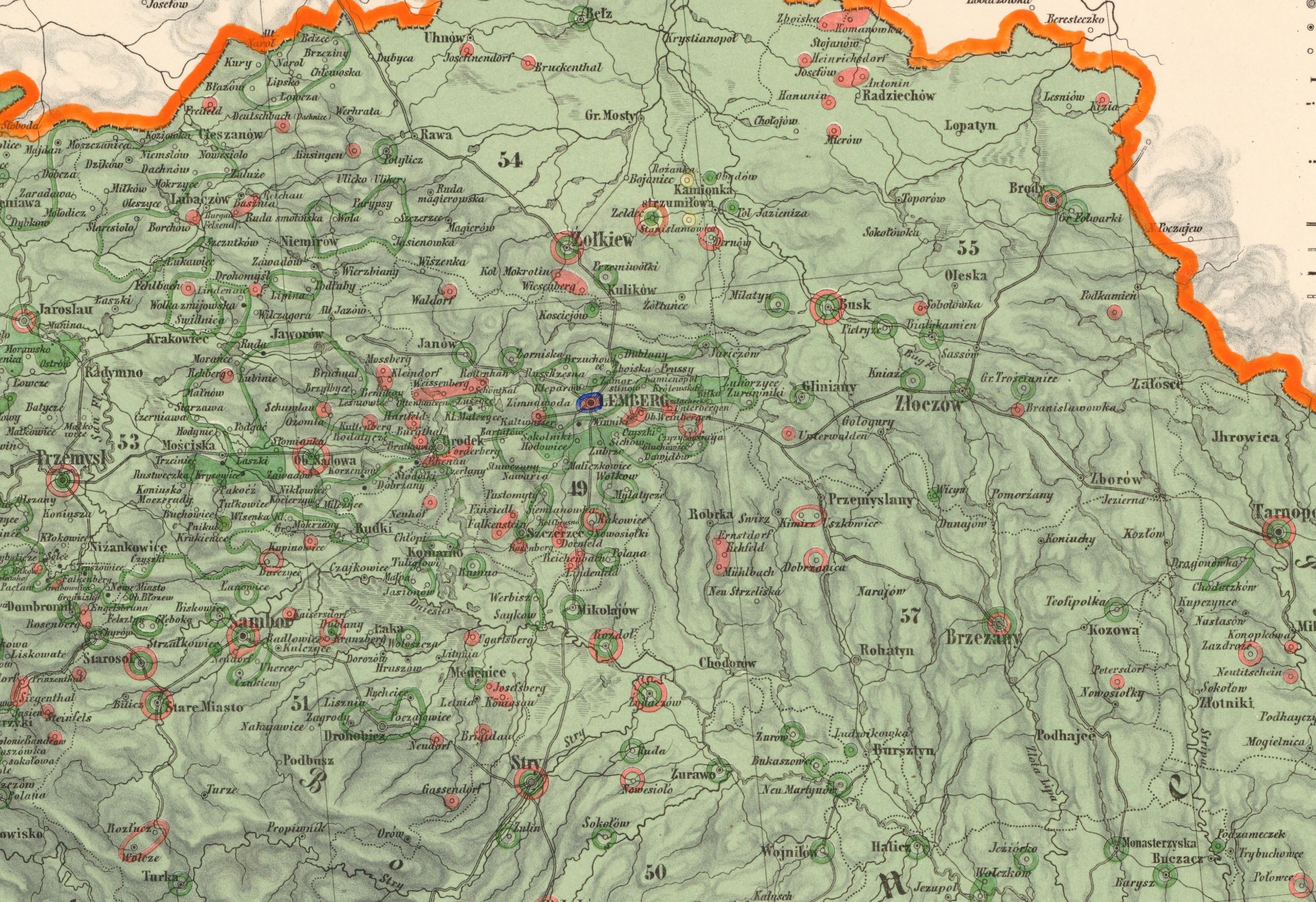
Німецькомовні осередки навколо Львова (1855)

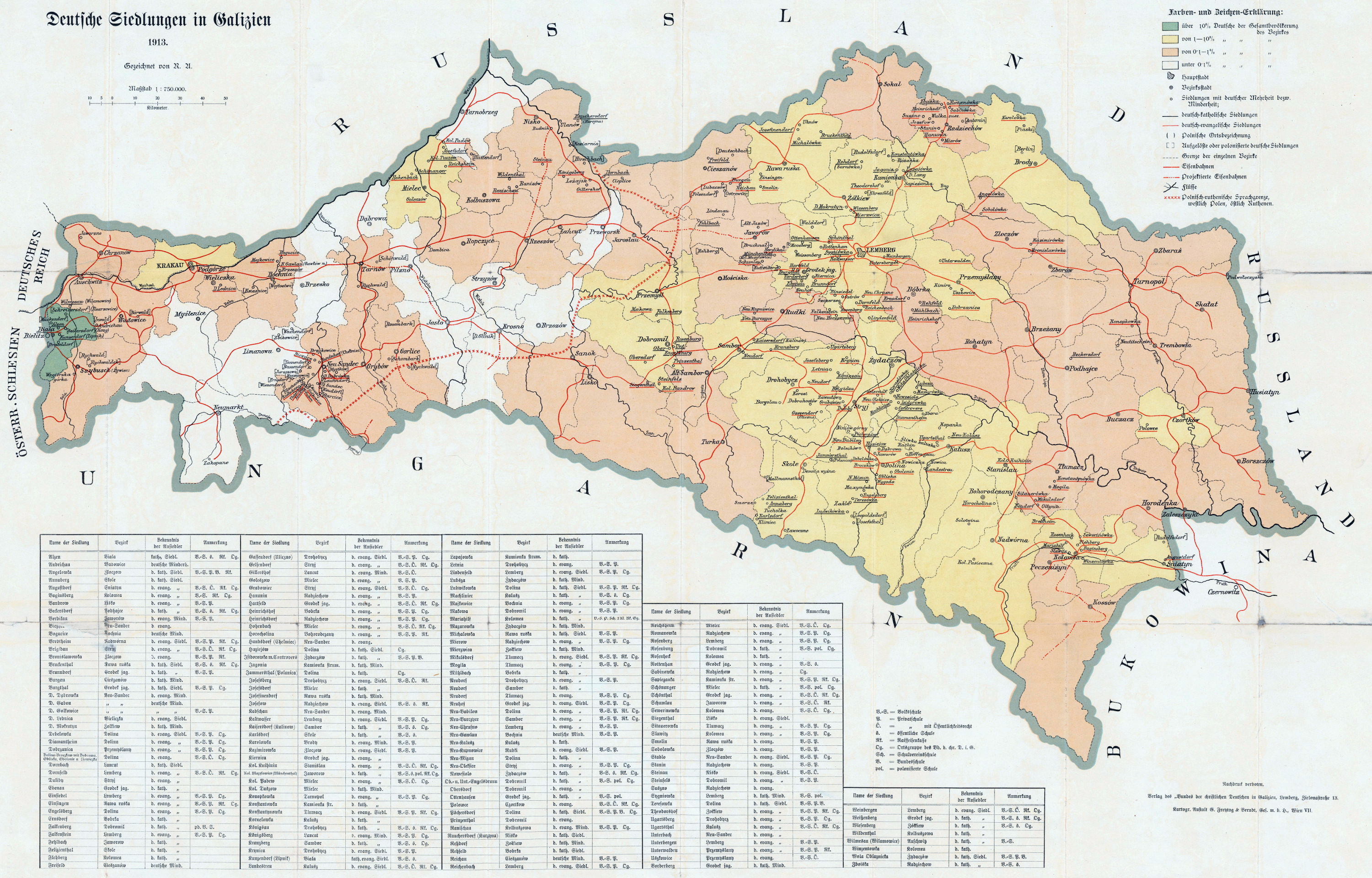
Німецькі поселення на Галичині (1913)

Галицькі німці (нім. Galiziendeutsche) — етнічне німецьке населення, яке проживало в Королівстві Галичини та Лодомерії в Австро-Угорській імперії, яке було створено в 1772 році в результаті Першого поділу Польщі, а після Першої світової війни в чотирьох воєводствах міжвоєнної Польщі: Краківському, Львівському, Тернопільському та Станиславівському. Під час Другої світової війни частина галицьких німців була виселена в січні 1940 році під час виконання доктрини «Додому в Рейх», решта втікали пізніше в 1944—1945 роках.

## Історія
Перша хвиля етнічних німців прибула на територію, яка пізніше буде відома під назвою Галичина в пізньому середньовіччі (див. Розселення німців на схід). У частині регіону переселенці були відомі як Walddeutsche (Лісні німці). Більшість з них зазнала полонізації, пізніше у 18 столітті.
Задовго до першого поділу Речі Посполитої в 1772 році на західній околиці майбутньої Галичини в місті Бяла та на його околицях існував невеликий німецькомовний острів. Інший був заснований близько 1750 року в Заліщиках, який, однак зазнав часткової депопуляції до 1772 року. У 1774 році Марія-Терезія видала патент, який мав на меті заманити німецьких ремісників у декілька місцевих міст, який не дав значних результатів. Перша змістовна кампанія відбулася у 1780-х роках — Йосифинська колонізація, яка сприяла приїзду понад 3200 етнічних німецьких сімей (близько 14 400 осіб).
Нащадкам Йосифинської колонізації було дозволено згодом засновувати дочірні поселення (як, наприклад, Багінгсберг в околицях Коломиї в 1818 році). Крім того, у 1802—1805 (1200 сімей) та 1811—1848 роках (400 сімей) відбувалось заснування менших поселень.

Частина цих колоній втратила свій етнічний німецький характер у наступні десятиліття, особливо у західній Галичині. Більш плодовитими виявилися поселення у східній Галичині. Тим часом німецькомовне населення повільно зростало в галицьких містах.

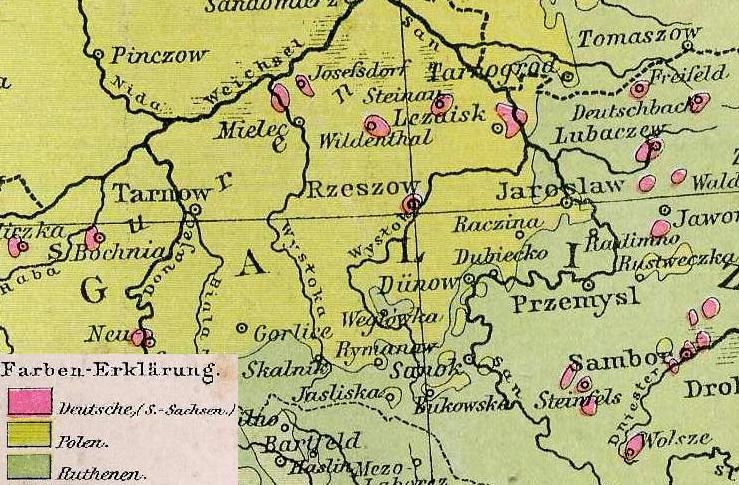
Німецькомовні осередки в центральній Галичині (1880)

За австрійським переписом населення 1900 року в Галичині було 212 337 (або 2,7 %) німецькомовних осіб. З цього числа близько 80 000 складали німецькі християни. Решта походила з частини галицьких євреїв (перепис не давав можливості зазначити їдиш) з яких приблизно 20 000 вважали себе німцями. Як німецькомовне також кваліфікували населення Вілямовіце, де традиційно розмовляли вілямівською мовою.
Після Першої світової війни та падіння Західноукраїнської Народної Республіки, Галичина увійшла до складу Другої Польської Республіки. Багато колоній зберегли свої попередні назви, проте наприкінці 30-х років польський уряд вирішив змінити їх полонізувати. Наприклад Нойдорф перейменували на Польміновіце, а Унтервальден у Перемишлянському повіті (тепер частина села Підгайчики Львівського району) - на Подлєсє.  У часи радянської окупації, а саме у 1946 році, поселенення Унтервальден отримало назву хутір Підлісний.

## Приклади німецьких колоній
- Unterwalden (Унтервальден), нині - частина села Підгайчики (Львівський район), засноване 1783 року;
- Annaberg, нині — село Нагірне (Сколівський район), засноване 1835 року;
- Felizienthal, нині — село Долинівка (Сколівський район), засноване 1835 року;
- Karlsdorf  — колишнє село у Сколівському районі. Село заснував близько 1835 року Karl Scheiff, дідич із Сможе. Знаходилося неподалік від села Климець.

## Приклади прізвищ
В тому числі які досі побутують в україномовному середовищі серед асимільованих нащадків представників; Бауер (похідні Бавор, Баворовський), Блюм, Вайсович (Войсович від Вайс),  Вінтерголлер, Гакманюк, 
Гейнс, Гезнер, Гелебрант, Гехт, Дербах, Дінтер, Ебінгер, Едер, Зегельбах, Келлер, Кельнер, Кетнер, Кригер, Купер, Лем, Лойтер, Лянге, Оттер, Ригель, Різель, Ремберт, Ромеуер, Слоссер, Хайдер, Юнгер, Тешнер, Шварцкоп, Шикер, Шиллер, Шмідель, Шнайдер, Шнерх, Шпіцер, Штейбарт, Штейнбрехт, Штрамбранд, Шустер, Шуберт, Фейер, Фаріон (Фаріан), Фок, Фольц, Фрейда, Фреймут.